# Trichocyclus hirsti
Trichocyclus hirsti är en spindelart som beskrevs av Huber 200. Trichocyclus hirsti ingår i släktet Trichocyclus och familjen dallerspindlar.
Artens utbredningsområde är Sydaustralien. Inga underarter finns listade i Catalogue of Life.